# Saint-Céneré
Saint-Céneré ist eine Ortschaft und eine Commune déléguée in der französischen Gemeinde Montsûrs mit 489 Einwohnern (Stand: 1. Januar 2022) im Département Mayenne in der Region Pays de la Loire. Die Einwohner werden Saint-Céneréns genannt.
Die Gemeinde Saint-Céneré wurde am 1. Januar 2017 mit Montsûrs zur neuen Gemeinde Montsûrs-Saint-Céneré zusammengeschlossen, die wiederum am 1. Januar 2019 mit Montourtier, Deux-Évailles und Saint-Ouën-des-Vallons zur Commune nouvelle Montsûrs zusammengeschlossen wurde. Die frühere Gemeinde Saint-Céneré hat seit 2017 den Status einer Commune déléguée. Die Gemeinde Saint-Céneré gehörte zum Arrondissement Laval und zum Kanton Meslay-du-Maine.

## Geographie
Saint-Céneré liegt etwa 14 Kilometer ostnordöstlich von Laval an der Jouanne.

## Bevölkerungsentwicklung
| Jahr                       | 1962 | 1968 | 1975 | 1982 | 1990 | 1999 | 2006 | 2013 |
| Einwohner                  | 490  | 431  | 421  | 406  | 434  | 459  | 441  | 503  |
| Quellen: Cassini und INSEE |      |      |      |      |      |      |      |      |

## Sehenswürdigkeiten

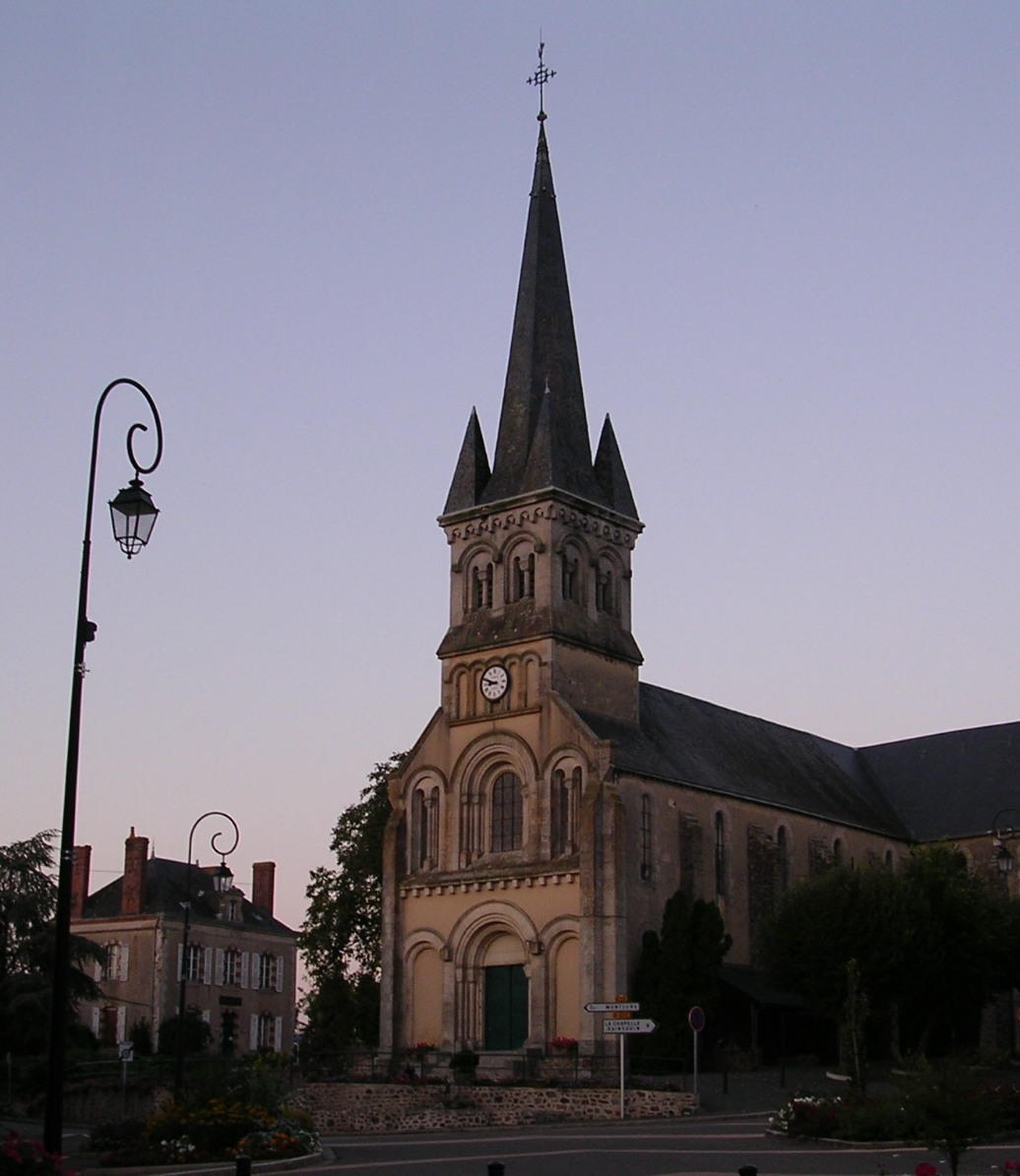
Kirche Saint-Cénéré

- Kirche Saint-Cénéré